# Rally van Groot-Brittannië 2005
De Rally van Groot-Brittannië 2005, formeel 61st Wales Rally Great Britain, was de 61e editie van de Rally van Groot-Brittannië en de twaalfde ronde van het wereldkampioenschap rally in 2005. Het was de 403e rally in het wereldkampioenschap rally die georganiseerd wordt door de Fédération Internationale de l'Automobile (FIA). De start en finish was in Cardiff.

## Programma
| Etappe | Datum                 | Klassementsproeven | Competitieve afstand |
| ------ | --------------------- | ------------------ | -------------------- |
| 1      | Vrijdag 16 september  | 6                  | 136,74 kilometer     |
| 2      | Zaterdag 17 september | 7                  | 103,86 kilometer     |
| 3      | Zondag 18 september   | 4                  | 113,62 kilometer     |
|        |                       |                    |                      |
| Totaal | Totaal                | 17                 | 354,22 kilometer     |

## Resultaten
| Algemene top tien | Algemene top tien | Algemene top tien  | Algemene top tien         | Algemene top tien | Algemene top tien | Algemene top tien          | Algemene top tien          |
| Pos.              | #                 | Rijder             | Auto                      | Gr/kl             | Tijd              | Eerste                     | Punten                     |
| Pos.              | #                 | Navigator          | Inschrijving              | C                 | Straftijd         | Vorige                     | Punten                     |
| ----------------- | ----------------- | ------------------ | ------------------------- | ----------------- | ----------------- | -------------------------- | -------------------------- |
| 1.                | 5                 | Petter Solberg     | Subaru Impreza S11 WRC 05 | A8                | 2:45:57,8         | 0:00                       | 10                         |
| 1.                | 5                 | Phil Mills         | Subaru World Rally Team   | C                 |                   | =                          | 10                         |
| 2.                | 2                 | François Duval     | Citroën Xsara WRC         | A8                | 2:47:15,2         | + 1:17,4                   | 8                          |
| 2.                | 2                 | Sven Smeets        | Citroën Total             | C                 |                   | + 1:17,4                   | 8                          |
| 3.                | 1                 | Sébastien Loeb     | Citroën Xsara WRC         | A8                | 2:47:15,7         | + 1:17,9                   | 6                          |
| 3.                | 1                 | Daniel Elena       | Citroën Total             | C                 | 2:10              | + 0,5                      | 6                          |
| 4.                | 9                 | Harri Rovanperä    | Mitsubishi Lancer WRC 05  | A8                | 2:47:27,2         | + 1:29,4                   | 5                          |
| 4.                | 9                 | Risto Pietiläinen  | Mitsubishi Motors         | C                 |                   | + 11,5                     | 5                          |
| 5.                | 18                | Manfred Stohl      | Citroën Xsara WRC         | A8                | 2:48:32,8         | + 2:35,0                   | 4                          |
| 5.                | 18                | Ilka Minor         | OMV World Rally Team      | A8                |                   | + 11,5                     | 4                          |
| 6.                | 4                 | Roman Kresta       | Ford Focus RS WRC 04      | A8                | 2:49:15,1         | + 3:17,3                   | 3                          |
| 6.                | 4                 | Jan Tománek        | BP Ford World Rally Team  | C                 |                   | + 42,3                     | 3                          |
| 7.                | 12                | Colin McRae        | Škoda Fabia WRC           | A8                | 2:49:28,2         | + 3:30,4                   | 2                          |
| 7.                | 12                | Nicky Grist        | Škoda Motorsport          | C                 |                   | + 13,1                     | 2                          |
| 8.                | 17                | Mark Higgins       | Ford Focus RS WRC 04      | A8                | 2:49:38,7         | + 3:40,9                   | 1                          |
| 8.                | 17                | Bryan Thomas       | Mark Higgins              | A8                |                   | + 10,5                     | 1                          |
| 9.                | 23                | Kris Meeke         | Subaru Impreza S10 WRC 04 | A8                | 2:49:39,9         | + 3:42,1                   |                            |
| 9.                | 23                | Glenn Patterson    | Kris Meeke                | A8                |                   | + 1,2                      |                            |
| 10.               | 14                | Henning Solberg    | Ford Focus RS WRC 04      | A8                | 2:50:18,3         | + 4:20,5                   |                            |
| 10.               | 14                | Cato Menkerud      | BP Ford World Rally Team  | A8                |                   | + 38,4                     |                            |
| DNF top tien      |                   |                    |                           |                   |                   |                            |                            |
| Pos.              | #                 | Rijder             | Auto                      | Gr/kl             | KP                | Reden                      | Reden                      |
| Pos.              | #                 | Navigator          | Inschrijving              | C                 | KP                | Reden                      | Reden                      |
| DNF               | 3                 | Toni Gardemeister  | Ford Focus RS WRC 04      | A8                | 7                 | Uitgesloten - gewicht auto | Uitgesloten - gewicht auto |
| DNF               | 3                 | Jakke Honkanen     | BP Ford World Rally Team  | C                 | 7                 | Uitgesloten - gewicht auto | Uitgesloten - gewicht auto |
| WD                | 7                 | Marcus Grönholm    | Peugeot 307 WRC           | A8                | 15                | Teruggetrokken             | Teruggetrokken             |
| WD                | 7                 | Timo Rautiainen    | Marlboro Peugeot Total    | C                 | 15                | Teruggetrokken             | Teruggetrokken             |
| DNF               | 8                 | Markko Märtin      | Peugeot 307 WRC           | A8                | 15                | Fataal ongeluk             | Fataal ongeluk             |
| DNF               | 8                 | Michael Park       | Marlboro Peugeot Total    | C                 | 15                | Fataal ongeluk             | Fataal ongeluk             |
| DNF               | 16                | Stéphane Sarrazin  | Subaru Impreza S11 WRC 05 | A8                | 8                 | Ongeluk                    | Ongeluk                    |
| DNF               | 16                | Denis Giraudet     | Subaru World Rally Team   | A8                | 8                 | Ongeluk                    | Ongeluk                    |
| WD                | 21                | Jari-Matti Latvala | Ford Focus RS WRC 03      | A8                | 15                | Teruggetrokken             | Teruggetrokken             |
| WD                | 21                | Miikka Anttila     | Jari-Matti Latvala        | A8                | 15                | Teruggetrokken             | Teruggetrokken             |
| WD                | 22                | Nicolas Bernardi   | Peugeot 206 WRC           | A8                | 15                | Teruggetrokken             | Teruggetrokken             |
| WD                | 22                | Jean-Marc Fortin   | Équipe de France FFSA     | A8                | 15                | Teruggetrokken             | Teruggetrokken             |
| DNF               | 70                | Sebastian Ling     | Subaru Impreza WRX STi    | N4                | 7                 | Mechanisch                 | Mechanisch                 |
| DNF               | 70                | David Moynihan     | Sebastian Ling            | N4                | 7                 | Mechanisch                 | Mechanisch                 |
| DNF               | 72                | Shaun Gallagher    | Mitsubishi Lancer Evo VII | N4                | 15                | Over tijd limiet           | Over tijd limiet           |
| DNF               | 72                | John Bennie        | Shaun Gallagher           | N4                | 15                | Over tijd limiet           | Over tijd limiet           |
| DNF               | 73                | Nigel Griffiths    | Subaru Impreza WRX STi    | N4                | 6                 | Ongeluk                    | Ongeluk                    |
| DNF               | 73                | Andrew Owens       | Nigel Griffiths           | N4                | 6                 | Ongeluk                    | Ongeluk                    |
| DNF               | 75                | Dorian Rees        | Mitsubishi Lancer Evo     | N4                | 7                 | Onbekend                   | Onbekend                   |
| DNF               | 75                | Wyn Thomas         | Dorian Rees               | N4                | 7                 | Onbekend                   | Onbekend                   |

| PWRC top drie | PWRC top drie     | PWRC top drie |
| Pos.          | Rijder            | Pnt.          |
| ------------- | ----------------- | ------------- |
| 1             | Aki Teiskonen     | 10            |
| 2             | Marcos Ligato     | 8             |
| 3             | Nasser Al-Attiyah | 6             |

## Statistieken

#### Klassementsproeven
| Etappe | Datum        | KP | Starttijd | Naam        | Lengte   | Snelste rijder  | Tijd          | Gem. snelheid | Rallyleider     |
| ------ | ------------ | -- | --------- | ----------- | -------- | --------------- | ------------- | ------------- | --------------- |
| 1      | 16 september | 1  | 7:58      | Brechfa 1   | 22,00 km | Marcus Grönholm | 12:40,2       | 104,18 km/u   | Marcus Grönholm |
| 1      | 16 september | 2  | 8:36      | Trawscoed 1 | 18,56 km | Harri Rovanperä | 11:24,2       | 97,66 km/u    | Sébastien Loeb  |
| 1      | 16 september | 3  | 10:41     | Rheola 1    | 27,81 km | Sébastien Loeb  | 15:19,5       | 108,88 km/u   | Sébastien Loeb  |
| 1      | 16 september | 4  | 13:42     | Brechfa 2   | 22,00 km | Sébastien Loeb  | 12:16,2       | 107,58 km/u   | Sébastien Loeb  |
| 1      | 16 september | 5  | 15:20     | Trawscoed 2 | 18,56 km | Marcus Grönholm | 10:53,6       | 102,23 km/u   | Sébastien Loeb  |
| 1      | 16 september | 6  | 16:25     | Rheola 2    | 27,81 km | Marcus Grönholm | 15:09,8       | 110,04 km/u   | Sébastien Loeb  |
|        |              |    |           |             |          |                 |               |               | Sébastien Loeb  |
| 2      | 17 september | 7  | 10:28     | Crychan 1   | 19,47 km | Sébastien Loeb  | 10:26,3       | 111,91 km/u   | Sébastien Loeb  |
| 2      | 17 september | 8  | 11:06     | Epynt 1     | 13,33 km | Sébastien Loeb  | 7:20,3        | 108,99 km/u   | Sébastien Loeb  |
| 2      | 17 september | 9  | 11:41     | Halfway 1   | 18,58 km | Sébastien Loeb  | 10:22,5       | 107,45 km/u   | Sébastien Loeb  |
| 2      | 17 september | 10 | 15:23     | Crychan 2   | 19,47 km | Sébastien Loeb  | 10:17,7       | 113,47 km/u   | Sébastien Loeb  |
| 2      | 17 september | 11 | 16:01     | Epynt 2     | 13,33 km | Sébastien Loeb  | 7:13,3        | 110,75 km/u   | Sébastien Loeb  |
| 2      | 17 september | 12 | 16:36     | Halfway 2   | 18,58 km | Sébastien Loeb  | 10:15,8       | 108,62 km/u   | Sébastien Loeb  |
| 2      | 17 september | 13 | 18:59     | Cardiff     | 1,10 km  | Mark Higgins    | 1:03,8        | 62,07 km/u    | Sébastien Loeb  |
|        |              |    |           |             |          |                 |               |               | Sébastien Loeb  |
| 3      | 18 september | 14 | 7:58      | Resolfen 1  | 29,39 km | Marcus Grönholm | 14:41,9       | 119,97 km/u   | Sébastien Loeb  |
| 3      | 18 september | 15 | 8:59      | Margam 1    | 27,42 km | Normtijd        | Normtijd      | Normtijd      | Petter Solberg  |
| 3      | 18 september | 16 | 11:28     | Resolfen 2  | 29,39 km | Neutralisatie   | Neutralisatie | Neutralisatie | Petter Solberg  |
| 3      | 18 september | 17 | 12:29     | Margam 2    | 27,42 km | Neutralisatie   | Neutralisatie | Neutralisatie | Petter Solberg  |

| KP overwinningen | KP overwinningen |
| Rijder           | Aantal           |
| ---------------- | ---------------- |
| Sébastien Loeb   | 8                |
| Marcus Grönholm  | 4                |
| Mark Higgins     | 1                |
| Harri Rovanperä  | 1                |

## Kampioenschap standen

#### Rijders
|   | Pos. | Rijder            | Pnt. |
| - | ---- | ----------------- | ---- |
| = | 1    | Sébastien Loeb    | 99   |
| 1 | 2    | Petter Solberg    | 65   |
| 1 | 3    | Marcus Grönholm   | 61   |
| = | 4    | Markko Märtin     | 53   |
| = | 5    | Toni Gardemeister | 47   |

#### Constructeurs
|   | Pos. | Constructeur             | Pnt. |
| - | ---- | ------------------------ | ---- |
| = | 1    | Citroën Total            | 137  |
| = | 2    | Malboro Peugeot Total    | 117  |
| = | 3    | BP Ford World Rally Team | 76   |
| = | 4    | Subaru World Rally Team  | 72   |
| = | 5    | Mitsubishi Motors        | 54   |

- Noot: Enkel de top 5-posities worden in beide standen weergegeven.